# Хришћанство у Кини
У Кини се данас као хришћанин изјашњава око 7% од укупног кинеског становништва, односно око 130 милиона људи.

## Историја
Прво ширење Јеванђеља у Кини везује се за апостола Тому, мада данас не постоје директни докази о његовом присуству, нити његових ученика из тог доба.
Први документовани доказ кинеског примања хришћанства датира из 7. века, за време владавине династије Танг (618—907.). Верује се да су први у Кину стигли несторијанци, мада преовлађује мишљење да се ради о Антиохијској богословској школи из које су они потекли. 635. године мала група мисионара, предвођена епископом Алобеном дошла је из Персије у Чанг'ан, у то време - у престоницу Кине. Они су срдачно примљени у царском двору, и наложено им је да пренесу хришчанске текстове у библиотеку царске палате. У кинеској култури, њихово учења познато је као "ЈИНГЈИАНГ" у преводу "религија светлости".
638. године цар Таи-цунг први пут у историји Кине издао је едикт о толеранцији, тако да је хришчанство постало дозвољена религија. Цар је такође дао наређење да се изгради манастир у главном граду са 21 монахом. Након тога хришћански манастири појављују у свим окрузима у земљи, којих је тада било четири.
У периоду од 7.-9. века већина хришћанских списа преведена је на кинески језик.
845. године цар Утсзун издао је декрет о распуштању хришћанских манастира, као и будистичких и таоистичких. Након тога, црква у Кини је престала да постоји.
2014. године кинески археолози открили су рано хришћанско гробље које садржи остатке хришћана у провинцији Хенан, у комплексу пећина у близини града Луоианг, што потврђује чињеницу ширења хришћанства у Кини у 7. веку..

## Католички мисионари
Први познати католички мисионари у Кини, били су припадници Реда Братства Малих. 1234. године фрањевачки мисионар Ђовани Монтецорвино основао је прву католичку мисију у Пекингу. До краја 18. века у Кини је било око 30 хиљада католика.

## Активности језуита
Нови подстицај за развој католицизма у Кини је повезан са активностима језуита. 1579. године чувени језуита, Алесандро Валигнано основао је језуитску мисију у Кини. Језуити су представили Кинезима достигнућа европске цивилизације. Њихов ауторитет је омогућио да и други католички мисионари током века слободно делују на целој територији Кине. Али активност европских мисионара је, убрзо, почео да изазива незадовољство у влади и међу масама. 1784. године активности језуита у Кини су забрањене, али они настављају да раде на полу-легално. Крајем 18. века интензивира се прогон католика, али њихов утицај је остао.

## Појава Православне Цркве у Кини
Први православни у Кини су постали албазинци - руски заробљеници који су крајем 18. века примљени у царску гарду. Такође је познато да је у 1692. године више кинеза, укључујући и једног мандарина, су крштени у Руској православној цркви. Заинтересован за ширење православља у Кини, Петар I послао је православне мисионаре у Пекинг. Кинеска влада их је сматрала својим државни службеницима православне свештенике. У овом положају, православни свештеници у Кини су били све до средине 18. века.
Средином 19. века, заједно са европским трговцима похрлили су у Кину хришћански мисионари из Европе и Сједињених Америчких Држава, углавном протестаната. Многе хришћанске заједнице у Кини успече су да изгради цркве, склоништа, образовних и медицинске установе. Међутим, ово је проузроковало растуће конфронтације од стране кинеског становништва. На прелазу из 19.-тог у 20. век, дошло је до Боксерског устанка, којим је захтевано да се Кина очисти од стране доминације. Устаници су затражили од кинеских хришћана да се одрекну своје вере или ће бити убијен.

## Након Боксерског устанка
Након револуције, током које је угушен Конфучијанизам и традиционалне нехришћански религије у Кини је дошло до религијског вакуума, који је убрзо испуноло хришћанство. Масовна крштења уследила су као последица претходног активног рада европских мисионара, укључујући и превођење хришћанске духовне литературе на кинески језик руске духовне мисије.
У периоду 1920—1930. у Кини је дошло до повећања броја православних, углавном на рачун имиграната из Русије.
Током јапанске агресије на Кину 1930—1940. кинески хришћани били су симбол отпора јапанској окупацији, која је пропагирала култ богиње Аматерасу.
У време оснивања Народне републике Кине 1949. године Кина је имала око 1,8 милиона хришћана. Циљ Комунистичке партије Кине био је да се створи бескласно друштво, где ће религија бити укинута. До средине 1950-их протерани су сви хришћански мисионара, чији број је био око 6.200 људи. Црквама у Кини је забрањено да одржавају односе са институцијама и удружењима у иностранству. Током такозване кинеске културне револуције (1966—1976) верско деловање је било готово потпуно потиснуто.
Током владавине Денг Сјаопинга, од 1979. године исповедање вере је поново дозвољено.

## Тренутна ситуација
Данас, слобода вероисповести је наведена у Уставу само за следеће државно признате религије: католицизам и православље, протестантизам, будизам, таоизам и ислам. И поред тога на снази је забрана деловања верских организација која имају центре у иностранству, тако да су многи хришћани и даље прогоњени..
На основу закључака о стању људских права Удружење ЧајнаЕјд, ниво прогона хришћана у 2011. години (у поређењу са 2010) порастао је за 42,5%.